# Eenrichtingsspiegel
Onder een eenrichtingsspiegel (ook wel eenwegspiegel, halfdoorlatende spiegel, halfdoorlaatbare spiegel, confrontatiespiegel, venetiaanse spiegel of spionspiegel genoemd) verstaat men een optische component (zoals een glasplaat) die het opvallende licht aan de ene kant doorlaat en aan de andere kant reflecteert. Hiermee kan men personen observeren zonder dat de geobserveerde persoon de waarnemer kan zien.
Naar de huidige fysische inzichten zijn er echter geen media mogelijk met deze eigenschap. Om desondanks het beoogde effect te bereiken, maakt men gebruik van een zwakte van het menselijk oog (en in feite van alle optische opname-instrumenten), namelijk het feit dat maar een beperkt bereik aan lichtintensiteit waargenomen kan worden, terwijl de overige bereiken over- of onderbelicht lijken.

## Werkingswijze
Een eenrichtingsspiegel bestaat in principe uit een glasplaat waarop door middel van sputteren een dunne laag metaaloxide is aangebracht. In tegenstelling tot een echte spiegel is deze laag dun genoeg om een deel van het invallende licht door te kunnen laten. De rest van het licht wordt gereflecteerd. Ook gewone glasplaten hebben deze stralingsdelende eigenschap, maar niet met de gewenste verhouding tussen gereflecteerde en doorgelaten intensiteit.
Eenrichtingsspiegels die bedoeld zijn om een ruimte eenzijdig optisch af te schermen, hebben een zeer kleine transmissie en een zeer grote reflectie. Hierdoor worden vanzelf de condities gecreëerd waardoor de eenrichtingsspiegel functioneert zoals bedoeld:
- De waar te nemen ruimte moet helder verlicht zijn, zodat er ook voldoende licht naar de andere ruimte komt. Dat betekent dat tegelijkertijd ook veel licht wordt teruggekaatst, waardoor personen in die ruimte hoofdzakelijk hun eigen spiegelbeeld zien.
- Aan de kant van de waarnemer moet het effect minimaal zijn, want de waarnemer wil zijn eigen spiegelbeeld liefst niet zien. Daarom moet de ruimte van de waarnemer juist minimaal verlicht zijn, zodat er ook weinig licht wordt gereflecteerd. Daardoor komt er natuurlijk nog minder licht vanuit de waarnemersruimte in de waar te nemen ruimte, waardoor van daar uit de waarnemer niet of nauwelijks te zien is.

De verlichtingsomstandigheden bepalen dus de essentiële effecten die ervoor zorgen dat de waarnemer niet gezien kan worden, namelijk enerzijds de zwakke verlichting in de waarnemersruimte, en anderzijds de grote hoeveelheid licht die door de eenrichtingsspiegel wordt teruggekaatst in de waar te nemen ruimte. Het eenrichtingseffect is dus niet alleen een eigenschap van de spiegel, maar wordt mede veroorzaakt door de verlichtingssituatie.

### Even sterk verlichte ruimtes
Ook even sterk verlichte ruimtes kunnen effectief tegen blikken worden beschermd. Daartoe gebruikt men een halfdoorlatende spiegellaag op een substraat van gekleurd glas, dat op de niet-spiegelende zijde eventueel nog een antireflectiecoating kan hebben. Het licht vanuit de waarnemersruimte moet de aan zijn kant zittende halfdoorlatende laag tweemaal doorlopen (voor en na de spiegeling), terwijl het licht vanuit de waar te nemen ruimte maar eenmaal door de halfspiegelende laag heen gaat. Daarom lijkt de ruit vanuit de waarnemersruimte donkerder en hindert hij het zicht minder. Het licht vanuit de waar te nemen ruimte wordt echter grotendeels door de zich aan die kant bevindende halfspiegelende laag teruggekaatst. De ruit is daardoor veel helderder en overstraalt de contouren in de waarnemersruimte.

## Toepassing
Eenrichtingsspiegels worden tegenwoordig in veel supermarkten gebruikt zodat de filiaalchef vanuit zijn kantoor ongemerkt het kassagebied kan overzien. Ook worden ze door de politie gebruikt om slachtoffers ongezien de verdachten te laten identificeren. Een ander voorbeeld is de reflecterende zonnebril, al is het principe van deze brillen doorgaans gebaseerd op polarisatie.